# メイヤ
メイヤ（Meja、出生名 Anna Pernilla Torndahl、1969年2月12日 - ）は、スウェーデン・ストックホルム出身の歌手、ソングライター。スウェーデンのダンス・ミュージック・ユニット、レガシー・オブ・サウンドのヴォーカルとして活動後、1996年アルバム『メイヤ』でソロ・デビュー。代表曲に「How Crazy Are You?」、リッキー・マーティンとデュエットした「Private Emotion」、グラミー賞にノミネートされた「All 'Bout the Money」(1998年)がある。

## 経歴
1993年、プロデューサーのアンダース・バッゲ 率いるダンスミュージックグループ「レガシー・オブ・サウンド 」のヴォーカルとしてデビュー。2枚のアルバムに参加したのち、1996年にアルバム「Meja」でソロデビューし、収録曲「How Crazy Are You?」が日本のFMラジオ局でヘヴィー・ローテーションされ、大ヒットした。
1998年6月12日にはテレビ朝日「ミュージックステーション」に出演し「All 'bout the money」を披露し、同年7月13日にはフジテレビ「SMAP×SMAP」で自身の曲だけでなくSMAPの「がんばりましょう」も日本語で歌唱した。その他、日本テレビ「THE夜もヒッパレ」にもたびたび出演している。
2001年には矢井田瞳の「I'm here saying nothing」をカバーした。なお、メイヤと矢井田は、2001年4月24日（現地時間）、ロンドンのライブハウス「Mean Fiddler」のステージに出演し（矢井田は「Yaiko & Twisted Beans」として）、両者の初対面を果たしている。
ソングライターとしては、オーストラリア出身の歌手、ジーナ・Gに「Everytime I Fall」(アンダース・バッゲとの共作)を、同郷スウェーデンの歌手DeDe (デニス・ロペス )に「Closer To You」を提供している。また、アメリカ人歌手・実業家であるジェシカ・シンプソンの1999年発表のファーストアルバム「Sweet Kisses」に収録された楽曲「Woman In Me」は、元々はレガシー・オブ・サウンドの1995年作アルバム「Tour De Force」に収録されており、メイヤがボーカルを取っていた。

## ディスコグラフィ

### オリジナルアルバム
- 『メイヤ』 (1996年7月1日)

1. ウェルカム・トゥ・ザ・ファンクラブ・オブ・ラヴ
2. クレイジー
3. アイ・ワナ・メイク・ラヴ
4. インヴィジブル
5. アイ・ディドント・ノウ
6. レインボー
7. マイ・ベスト・フレンド
8. ダニエラス・アイズ
9. エイプリル・ラヴ
10. イット・エイント・オーヴァー
11. アイム・ミッシング・ユー
12. フラワー・ガール
13. アイド・ラン・アウェイ
14. クレイジー(アコースティック・ヴァージョン)

- 『セヴン・シスターズ』 (1998年2月11日)

1. レイ・ミー・ダウン
2. オール・バウト・ザ・マネー
3. アー・ユー・レディ?
4. トゥー・メニー・ナイツ・レイト
5. ビューティフル・ガール
6. インティマシー
7. ラグジュアリー
8. ポップ&テレヴィジョン
9. ドーター・オブ・モーニン
10. コート・アップ・イン・ザ・ミドル
11. ララバイ・ソング
12. セヴン・シスターズ・ロード
13. ドント・プッシュ・ザ・リヴァー
14. ドゥ・ジ・エンジェルズ・ハヴ・ア・ホーム?

- 『リアリテイルズ』 (2001年1月31日)

1. ヒッピーズ・イン・ザ・60’s
2. プレゼント・ディレイ
3. スピリッツ
4. ランド・オブ・メイクビリーヴ
5. レディー
6. ベイビーステップス
7. アンダー・ザ・ザン
8. スカム・ライク・ミー
9. ランニン・ハイディング
10. ヒッピーズ・イン・ザ・60’s(アコースティック・ヴァージョン)
11. スピリッツ(アコースティック・ヴァージョン)
12. イフ(ユー・ワーント・ゼア)
13. アウェイクニング
14. アトランティス・アウトロー

- 『メロウ』 (2004)

1. ライフ・イズ・ア・リバー
2. おいしい水
3. キス・ミー・アゲイン
4. リトル・ライオン
5. レッド・ライト
6. ウェイク・アップ・コール
7. イッツ・トゥー・レイト
8. ジ・ワン
9. ディンディ
10. サークル・ゲーム
11. ヒッピーズ・イン・ザ・60's(メロウ・ヴァージョン)

- 『Urban Gypsy』 (2009)

1. At The Rainbows End
2. Chasing Butterflies
3. Space And Time
4. Regrets (I Have None)
5. Don't Look Down
6. Last Hours
7. 30 Seconds
8. Roses In December
9. I Don't Recognize You
10. Manic Star
11. Waiting For The Rain
12. Ayla (Outro)
13. Chasing Butterflies (Original Version)
14. Roses In December (Buckmasters Version)
15. At The Rainbows End (Piont Dume Mix)
16. Regrets (I Have None) (Radio Mix)
17. Regrets (I Have None) (Swami Mix)

- 『コズミック・サーファー』（2019年）

1. アイ・ノウ・ハウ・ユー・フィール
2. アラウンド・ザ・ムーン
3. トゥデイズ・アンド・トゥモロウズ
4. ダンス・マイセルフ・アライヴ
5. ルッキング・フォー・ザ・パーティー
6. ライト・イン・マイ・ソウル
7. ライト・イヤーズ・アウェイ
8. クライング・シェイム
9. クラウズ
10. ローゼズ・イン・ディッセンバー（イン・メモリー・オブ・ヴァージョン）
11. クレイジー（ニュー・ヴァージョン）
12. レインボウ（ニュー・ヴァージョン）
13. レイ・ミー・ダウン（ニュー・ヴァージョン）
14. オール・バウト・ザ・マネー（ニュー・ヴァージョン）
15. アイム・ミッシング・ユー（ニュー・ヴァージョン）
16. インティマシー（ニュー・ヴァージョン）
17. プライヴェート・エモーション（ニュー・ヴァージョン）

### ベストアルバム
- 『マイ・ベスト』 (2002年1月23日) 日本限定発売

1. クレイジー
2. オール・バウト・ザ・マネー
3. レインボー
4. インティマシー
5. アー・ユー・レディ?
6. ランド・オブ・メイクビリーヴ
7. ポップ&テレヴィジョン
8. ヒッピーズ・イン・ザ・60’s
9. スピリッツ
10. レディオ・レディオ
11. セヴン・シスターズ・ロード
12. フラワー・ガール
13. マイ・ベスト・フレンド
14. アイム・ヒア・セイイング・ナッシング

- 『The Nu Essntial』 (2005)

1. オール・バウト・ザ・マネー
2. クレイジー
3. ヒッピーズ・イン・ザ60’s
4. インティマシー
5. レインボー
6. スピリッツ
7. ウェイク・アップ・コール
8. プライヴェート・エモーション
9. ランド・オブ・メイクビリーヴ
10. フラワー・ガール
11. ポップ&テレヴィジョン
12. セヴン・シスターズ・ロード
13. ラグジュアリー
14. レディオ・レディオ
15. ライフ・イズ・ア・リバー
16. マイ・ベスト・フレンド
17. シンプル・デイズ~ウォーキング・ザ・ディスタンス

### カヴァーアルバム
- 『アニメイヤ〜ジブリ・ソングス』

## ライブ
- ライヴ・イン・ジャパン (1997年8月1日)

1. WELCOME TO THE FANCLUB OF LOVE
2. RADIO RADIO
3. DANIELLAS EYES
4. I WANNA MAKE LOVE
5. I DIDN'T KNOW
6. KISS
7. メド・オーゴン・シェンスリガ・フォー・グローント(緑を感じる眼差しで)
8. RAINBOW
9. IN THE GHETTO
10. I THINK IT WAS DECEMBER
11. THANK YOU'S
12. I'D RUN AWAY
13. HOW CRAZY ARE YOU?
14. FLOWER GIRL
15. THE AIR THAT I BREATHE

- 2001年ライブ

1. 2001年5月10日 (木) 東京　渋谷公会堂
2. 2001年5月13日 (日) 横浜　神奈川県民ホール
3. 2001年5月15日 (火) 東京　渋谷公会堂
4. 2001年5月16日 (水) 東京　SHIBUYA-AX
5. 2001年5月19日 (土) 大阪　大阪厚生年金会館大ホール

- 2010年ライブ

1. 2010年10月9日 (土) 東京　Billboard Live TOKYO
2. 2010年10月10日(日) 東京　Billboard Live TOKYO
3. 2010年10月11日(祝) 大阪　Billboard Live OSAKA